# The Thick of It
The Thick of It es una serie de televisión de comedia británica que satiriza el funcionamiento interno del gobierno británico. Escrita y dirigida por Armando Iannucci, se emitió por primera vez en dos series cortas en BBC Four en 2005, inicialmente con un pequeño elenco centrado en un ministro del gobierno, sus asesores y el manipulador de su partido. El elenco se amplió significativamente durante dos especiales de una hora de duración para coincidir con la Navidad y el nombramiento de Gordon Brown como primer ministro en 2007, en el que se agregaron al elenco nuevos personajes que formaban el partido de oposición. Estos personajes continuaron cuando el programa cambió de canal a BBC Two para su tercera serie en 2009. En 2012 se emitió una cuarta serie sobre un gobierno de coalición, y el último episodio se transmitió el 27 de octubre de 2012.
Fue descrita como la respuesta del siglo XXI al Sí ministro. Destaca las luchas y conflictos entre políticos, asesores, funcionarios públicos y medios de comunicación. De manera similar a Sí Ministro, los partidos políticos involucrados nunca se mencionan por su nombre, y en las series 1 y 2, la mayoría de las políticas discutidas son bastante genéricas y no ideológicas. Iannucci lo describe como " Sí, el ministro se encuentra con Larry Sanders. El periodista y exfuncionario Martin Sixsmith fue asesor del equipo de redacción, lo que aumentó el realismo de algunas escenas. La serie se hizo conocida por sus blasfemias y por presentar historias que reflejan, o en algunos casos predicen, políticas, eventos o escándalos de la vida real.
Un largometraje derivado, In the Loop, se estrenó en el Reino Unido el 17 de abril de 2009. Un piloto para una nueva versión estadounidense del programa no tuvo éxito, pero posteriormente se invitó a Iannucci a crear Veep para HBO, un programa con un tono y temas políticos muy similares, con la participación de algunos escritores y miembros de producción de The Thick of It.